# Halahora de Sus, Briceni
Halahora de Sus (în rusă Верхние Холохоры sau Халахора де Сус) este satul de reședință al comunei cu același nume  din raionul Briceni, Republica Moldova. Satul are o suprafață de aproximativ 2,47 kilometri pătrați, cu un perimetru de 8,77 km.

## Populația
La recensământul din anul 2004, populația satului constituia 1.147 de oameni, 45,60% fiind bărbați iar 54,40% femei. Structura etnică a populației în cadrul satului arăta astfel: 5,93% - moldoveni, 91,80% - ucraineni, 2,09% - ruși, 0,17% - alte etnii.

## Istoria
Prima atestare documentară a satului Holohoreni din ținutul Hotin datează din mai 1573, când Ioan voievod întărea împărțirea satului Holohoreni, care a fost a lui Badea paharnicul, între urmașii săi:
„Ion voievod, din mila lui Dumnezeu, domn al Țării Moldovei. Iată au venit înaintea noastră și înaintea boierilor noștri slugile noastre Fădor și frații lui, Onul și Morozeanul, și surorile lor, Armanca, copiii Maricăi, și verii lor: ...[sunt enumerați mai multe rude] ..., aceștia toți mai sus scriși strănepoții lui Băloș ceașnic, de bunăvoia lor, nesiliți de nimeni, nici asupriți, și au împărțit între dânșii ocina și moșia lor dreaptă din privilegiile de vislujenie, pe care le-a avut străbunul lor Băloș ceașnic de la voievozii Ilie și Ștefan, satul numit Holohoreanii pe Racoveț, și l-au împărțit în opt părți.

...

Scris la Iași, în anul 7081 <1573> mai 27.”
Din documentul citat reiese că satul exista din perioada domniei voievozilor Iliaș I și Ștefan al II-lea. 
La puțin timp după 1573, Gavril logofătul căuta să răscumpere părți din acest sat. Astfel în 1577 el cumpăra rând pe rând părți din sat de la urmașii lui Badea paharnicul. Însă au apărut neînțelegeri privind hotarele stăpânirii între proprietari, căci în 1587, domnul trimitea o scrisoare către Nicoară, pârcălab de Hotin, în care îi cerea să meargă la Holohoreni să separe a patra parte. Însă neînțelegerile privind hotarele au continuat, deoarece la 1589 Petru Șchiopul repeta cererea făcută pârcălabului de Hotin.
In 1610 a patra parte din satul Holohoreni este în posesia lui Dumitrache Chiriță, mare postelnic. În cursul anului următor el cumpără și alte părți din acest sat. În 1620 Vasile Ureche paharnic cumpăra mai multe părți din satul Holohoreni. Și în continuare localitatea a rămas în posesia familiei Ureche.
În secolul XVII satul Holohoreni rămase pustiu, locuitorii lui fiind strămutați cu forța în urma plângerii proprietarului Nistor Ureche, iar peste un secol și jumătate în locul lor au început să fie aduse alte familii de pe aiurea. În secolul XIX se întemeiază două așezări noi, dar una din ele, cea cu vatra veche, a primit statut de „sat de stat". În gubernia Basarabia au fost întemeiate circa o sută de astfel de sate, mai ales, în câmpia Bugeacului, dar vreo zece au apărut și în ținutul Hotinului, printre care și Holohoreni.
Halahora sau Holohorenii, cum a mai rămas să circule vechea denumire, devenind, astfel, sat de stat, proprietarii de pământ și-au pus casele ceva mai la sud, mai jos, dar tot lângă pârâiașul Racovăț, întemeind o localitate nouă - Halahora de Jos, uneori numind-o și Halahora Nouă. În 1859 localitatea avea 36 de case cu 239 de suflete (123 de bărbați și 116 femei). Satul, însă, nu creștea, ba chiar din contra, în 1870 avea deja 35 de case cu 94 de bărbați și 80 de femei. Ei țineau în gospodăriile lor 45 de cai, 40 de vite cornute mari și 127 de oi.
Abia în 1922 sunt împroprietăriți 104 locuitori cu 190 ha de pământ. Satul avea în anul următor 567 de locuitori, școală primară și o cârciumă. Apoi aflăm că în 1933 Nicolae Semeniuc și Iustin Gavriliuc dețineau aici o moară, iar Onofrei Scripnic - o treierătoare.
La recensământul din 1940 se înregistrează în Halahora de Jos 803 locuitori, inclusiv 673 de ucraineni și 130 de moldoveni. În preajma războiului satul avea 196 de case. In 1949 în sat rămâneau 672 de locuitori, inclusiv 604 ucraineni, 66 de moldoveni ș. a. Recensămintele din 1979 și 1989 înregistrează 573 de locuitori (247 de bărbați și 326 de femei) și, respectiv, 495 de locuitori (218 bărbați și 277 de femei).

## Economia locală
Pe teritoriul comunei funcționează:
- 7 întreprinderi individuale,
- SRL „MicMaRim”,
- 193 gospodării țărănești.

## Sfera socială
Pe teritoriul comunei funcționează:
- Grădinița de copii,
- Școala medie,
- Casa de cultură.